# Andrés Felipe Rivera
Andrés Felipe Rivera (Cali, Valle del Cauca, Colombia; 28 de febrero de 1995) es un futbolista colombiano, juega de defensor y su equipo actual es el Jaguares de Córdoba de la Categoría Primera A del fútbol colombiano.

## Clubes y estadísticas
| Club                  | País     | Año         |
| --------------------- | -------- | ----------- |
| Universitario Popayán | Colombia | 2011 - 2012 |
| Deportes Quindío      | Colombia | 2012 - 2013 |
| Universitario Popayán | Colombia | 2013        |
| América de Cali       | Colombia | 2015 - 2016 |
| Deportes Quindío      | Colombia | 2016 - 2019 |
| Cortuluá              | Colombia | 2019 - 2022 |
| Atlético Huila        | Colombia | presente    |

- Datos: Q20994285